# Wzgórza Strzelińskie (Natura 2000)
Wzgórza Strzelińskie (kod PLH020074) – specjalny obszar ochrony siedlisk sieci Natura 2000, zlokalizowany na terenie województwa dolnośląskiego.
Obszar obejmuje powierzchnię 3836,16 ha
Teren wyznaczony został w celu długotrwałego zabezpieczenia naturalnych siedlisk życia oraz populacji zagrożonych wymarciem gatunków zwierząt (z wyłączeniem ptaków) takich jak: czerwończyk nieparek Lycaena dispar, 
kumak nizinny Bombina bombina, 
modraszek nausitous Maculinea (Phengaris) nausithous, 
mopek zachodni barbastellus, 
nocek Bechsteina Myotis bechsteinii, 
nocek duży Myotis myotis, 
nocek orzęsiony Myotis emarginatus, 
pachnica dębowa Osmoderma eremita (Osmoderma barnabita), traszka grzebieniasta Triturus cristatus (Triturus cristatus cristatus).

## Siedliska pod ochroną
- niżowe i górskie świeże łąki użytkowane ekstensywnie (Arrhenatherion elatioris),
- ściany skalne i urwiska krzemianowe ze zbiorowiskami z Androsacion vandelii,
- kwaśne buczyny (Luzulo-Fagetum),
- żyzne buczyny (Dentario glandulosae Fagenion, Galio odorati-Fagenion),
- grąd środkowoeuropejski i subkontynentalny (Galio-Carpinetum, Tilio-Carpinetum),
- kwaśne dąbrowy (Quercion robori-petraeae),
- łęgi wierzbowe, topolowe, olszowe i jesionowe (Salicetum albo-fragilis, Populetum albae, Alnenion glutinoso-incanae), i olsy źródliskowe
- łęgowe lasy dębowo-wiązowo-jesionowe (Ficario-Ulmetum)